# Barrali
Barrali (sardisk: Barràbi) er en by og en kommune (comune) i provinsen Sud Sardegna i regionen Sardinien i Italien. Byen ligger i 140 meters højde og har 1.128 indbyggere (2016). Kommunen har et areal på 11,23 km² og grænser til kommunerne Donori, Ortacesus, Pimentel, Samatzai og Sant'Andrea Frius.